# Thallarcha jocularis
Thallarcha jocularis är en fjärilsart som beskrevs av Eduard Rosenstock 1885. Thallarcha jocularis ingår i släktet Thallarcha och familjen björnspinnare. Inga underarter finns listade i Catalogue of Life.